# Juan María Gutiérrez
Juan María Gutiérrez (Buenos Aires, 6 de mayo de 1809 - ibídem, 26 de febrero de 1878) fue un estadista, jurisconsulto, agrimensor, historiador, crítico y poeta argentino.
Genuino representante del liberalismo constructor argentino de su época es considerado uno de los más grandes promotores de la cultura de su país durante la mayor parte del siglo XIX. Fue autor de obras de diversa índole: cuadros de costumbres, novelas, biografías, críticas literarias y trabajos científicos.
Tuvo una importante actividad política como miembro por Entre Ríos de la Convención Constituyente de 1853 y como Ministro de Relaciones Exteriores de la Confederación Argentina entre 1854 y 1856 además de haber sido uno de los fundadores de la Asociación de Mayo.
Fue un importante promotor de la actividad científica y técnica en la Argentina. Ocupó el cargo de rector de la Universidad de Buenos Aires desde 1861 hasta su jubilación en 1874 y gracias a su gestión numerosos y destacados profesores europeos enseñaron en ella. Fue, junto con Hermann Burmeister, el impulsor del estudio de las ciencias naturales en la Argentina.

Afortunadamente tengo un carácter maleable y siempre me fue tan halagüeño el abrir un libro de poesía como otro de matemáticas.
Juan María Gutiérrez en una carta a Domingo Faustino Sarmiento (1866)

Por la altura de su corazón y el lustre de su bello espíritu, Gutiérrez era un poeta sin perjuicio de ser un matemático. De ahí viene la santa y preciosa alianza que bullía en su inteligencia, de un superior buen gusto con un buen sentido práctico.
Juan Bautista Alberdi

## Biografía

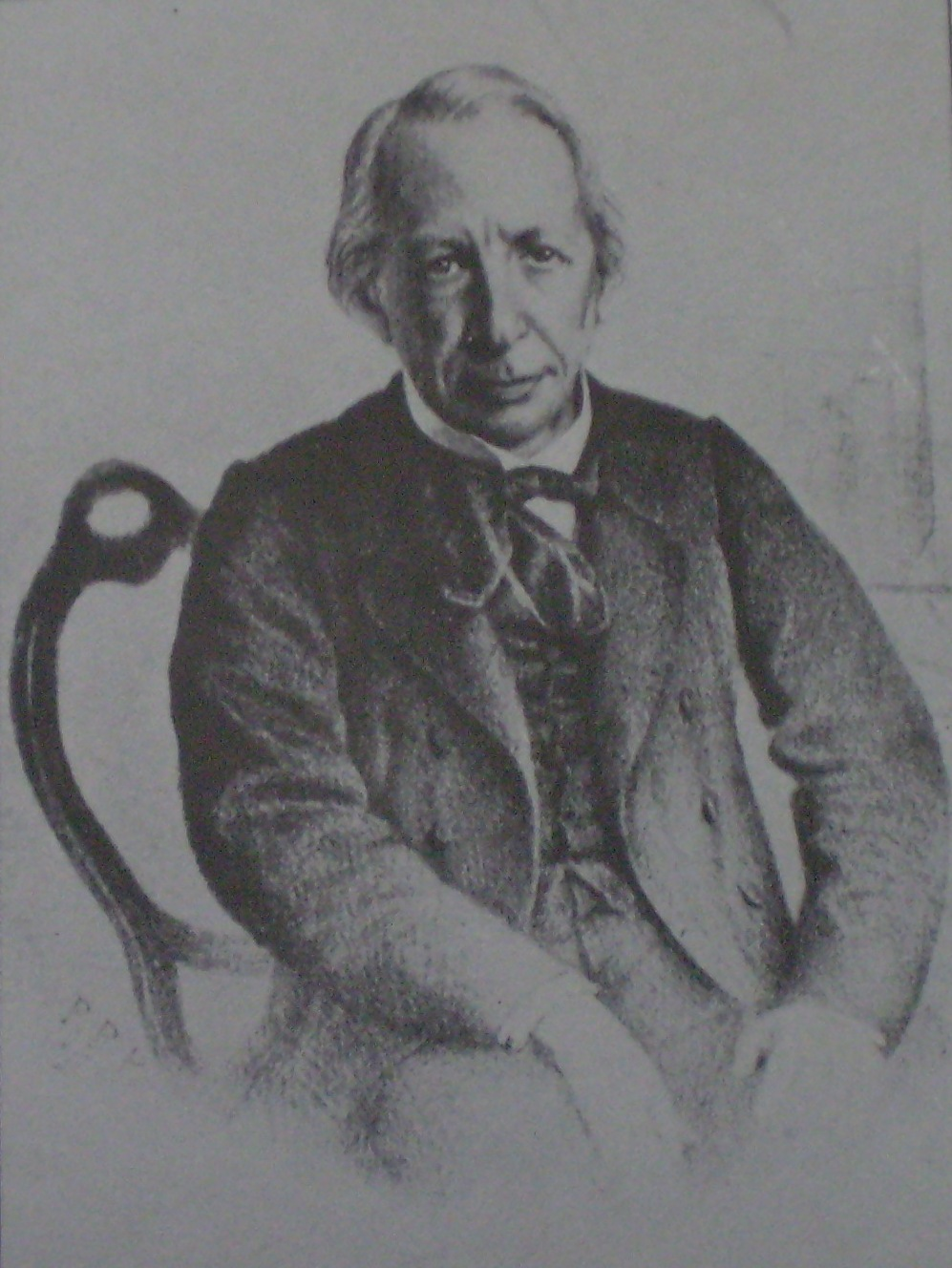
Juan María Gutiérrez. Dibujo de P. Pueyrredón.

Se inició desde muy joven en las letras pero no desdeñó la ciencia, en especial la matemática. Realizó estudios tanto de ingeniería como de derecho, graduándose de doctor en jurisprudencia a los 27 años con una tesis Sobre los tres poderes públicos, eximiéndolo del pago del arancel debido a la mala situación económica de su familia. Sin embargo prefirió desempeñarse como agrimensor e ingeniero en el Departamento Topográfico y a su vez colaborar en diversos diarios con críticas literarias y traducciones.
Formó y presidió la Asociación de Estudios Históricos y fue un asiduo concurrente del Salón Literario abierto por Marcos Sastre, pronunciando en 1837 el discurso sobre Fisonomía del saber español.
Debido a su apoyo, en épocas de Rosas, a los expatriados a Montevideo, fue encarcelado y cesanteado. Emigró entonces en 1840 al Uruguay donde se destacó como literato colaborando con El Iniciador en forma anónima a la vez que continuó en otros periódicos su obra de divulgación y crítica. También realizó trabajos como ingeniero y topógrafo. Fundó con Juan Bautista Alberdi y Esteban Echeverría la Asociación de Mayo y viajó en 1843 con Alberdi por América y Europa. Durante este viaje estuvo en Valparaíso, Chile, donde se dedicó a la docencia, escribió libros y la colección de poesías América Poética, que tuvo muy buena crítica. También allí fue el primer director de la Escuela Náutica. Publicó biografías traducidas del francés y el resultado de sus investigaciones por el Nuevo Mundo.
Enterado de la caída de Rosas (1852), decidió retornar a la Argentina donde actuó en el Congreso Constituyente de 1853 apoyando el Acuerdo de San Nicolás. Así se pronunció en favor de sancionar una Constitución:

"La Constitución no es una teoría, como se ha dicho; nada más práctico que ella, es el pueblo es la Nación argentina hecha ley y encerrada en este código que encierra la tiranía de la ley, esa tiranía santa, única a que yo y todos los argentinos nos rendiremos gustosos. Los pueblos nos la piden con exigencia porque ven en ella su salvación; y es por otra parte la oportunidad más aparente para dársela; debemos hacerlo sin pérdida de tiempo, y pretender su aplazamiento es una acción que no me atrevo a calificar...".

Fue ministro de Relaciones Exteriores de la Confederación Argentina presidida por Justo José de Urquiza, contribuyendo al éxito del Pacto de San José de Flores.
Comenzó una labor periodística en diarios de Buenos Aires y fue diputado nacional.
El presidente Bartolomé Mitre le encomendó la dirección de la Universidad de Buenos Aires, cargo que ejerció desde 1861 hasta 1874 siendo además integrante de la Convención Constituyente bonaerense de 1870-1873.
Sus Noticias históricas sobre el origen y desarrollo de la Enseñanza Superior en Buenos Aires (1868) constituye un clásico en el cual volcó todos sus conocimientos sobre el tema.
Como rector de la Universidad creó el Departamento de Ciencias Exactas e inició gestiones para contar con profesores que provinieran de Europa. Así vinieron Bernardino Speluzzi de la universidad de Pavia, Emilio Rossetti de la universidad de Turín (ambos como profesores de matemáticas) y Pelegrino Strobel de Parma, para historia natural.
En 1866 comienza a funcionar el Departamento comprendiendo la enseñanza de las matemáticas puras, aplicadas y de la historia natural con la finalidad de «formar en su seno ingenieros y profesores, fomentando la inclinación a estas carreras de tanto porvenir e importancia para el país». Aunque estaba habilitado para expedir diplomas de ingeniero, de profesor de matemáticas y de ingeniero profesor, de hecho solo expidió el de ingeniero. Algunos de los primeros en recibirse fueron destacados ingenieros y científicos como Luis Huergo, Guillermo White y Francisco Lavalle.
Como rector de la Universidad de Buenos Aires y debido a su gran interés por el estudio de las ciencias naturales brindó ayuda al sabio alemán Hermann Burmeister como director del Museo Público de Buenos Aires. Fue así presidente de la Sociedad Paleontológica, creada gracias al apoyo dado por él a Burmeister en 1866. Su pensamiento influyó en los científicos de la época como Francisco P. Moreno. Tuvo en su momento que actuar como jurado en una controversia entre este último y Burmeister.
En 1865 presidió una comisión que presentó el «proyecto de un plan de instrucción general y universitaria» cuyo informe constituyó un documento valioso tanto desde el punto de vista histórico como también por sus concepciones didácticas y científicas.
En 1871, Gutiérrez publicó en La Revista de la Plata el famoso cuento "El Matadero", de su amigo Esteban Echeverría. Emilio Carrilla sostiene que el relato que ha sido adjudicado a Echeverría, fue editado -cuando no escrito- por Gutiérrez. Paola Uparela sostiene que la publicación de "El matadero" por Gutiérrez en el 71 obedeció a intereses naturalistas, más que románticos. Para entonces, Gutiérrez creaba el Departamento de Ciencias Exactas de la Universidad de Buenos Aires. 
En 1875 se lo nombró jefe del Departamento de Escuelas de la Provincia. Proyectó escuelas de agricultura, comercio y náutica, e hizo lo posible por fundar una Facultad de Química y Farmacia.
En 1876 rechazó el diploma de la Real Academia Española de la Lengua.
Falleció en Buenos Aires, en su casa, el 26 de febrero de 1878, se dice a causa de la emoción que le produjo el anuncio de la repatriación del cuerpo del General José de San Martín, el cual se realizó dos años después en 1880.

## Obras
Las obras escritas por Juan María Gutiérrez son numerosas. Su estilo se caracterizaba por estar despojado de toda ostentación verbal y por su modernidad.
- Valorado como compilador, rescató del olvido a poetas nativos de la época de la colonia con obras como:
  - Apuntes biográficos de escritores, oradores y hombres de estado de la República Argentina[3]
  - 1874 El lector americano (prosa y verso)[4]
  - 1848 Obra poética del D. José Joaquín Olmedo, única colección completa. Ordenado por Juan María Gutiérrez[5]
  - Juan María Gutiérrez. Juan Cruz Varela: su vida, sus obras, su época "precedido por un juicio de Miguel Cané"[6]
  - Estudios biográficos y críticos de poetas sudamericanos anteriores al siglo XIX.
  - La Sociedad Literaria y sus obras
  - La Literatura de Mayo
  - La revolución de Cuba y sus poetas
  - La antología de poetas sudamericanos América Poética.

- Escribió biografías sobre personajes históricos en
  - Estudios históricos-literarios.
  - Pensamientos, máximas, sentencias, etc. de escritores, oradores y hombres de estado de la República Argentina: con notas y biografías (1859) (disponible la primera parte: Pensamientos).[7]

- Como educador publicó
  - 1915. Origen y desarrollo de la enseñanza pública superior en Buenos Aires; noticias históricas desde la época de la extinción de la Compañía de Jesús en el año 1767, hasta poco después de fundada la universidad en 1821; con notas, biografías, datos estadísticos curiosos, inéditos o poco conocidos editado por "La Cultura Argentina"[8])

- Publicó un periódico mensual junto con Vicente Fidel López
  - 1871-1873. Revista del Río de la Plata, "periódico mensual de historia y literatura de América" (disponible para descargar):
    - tomo 1,[9]
    - tomo 2,[10]
    - tomo 3[11]
    - tomo 4[12]
    - tomo 5,[13]
    - tomo 6,[14]
    - tomo 7[15]
    - tomo 9,[16]
    - tomo 12[17]
    - tomo 13[18]

- Escribió numerosas obras poéticas como
  - A mi caballo,
  - El árbol de la llanura
  - La flor del aire

- Realizó estudios sobre folclore y sobre culturas indígenas, entre otros en:
  - Mitología de las naciones de raza guaraní
  - Observaciones sobre las lenguas guaraní y araucana,
  - La quichua de Santiago
  - La capacidad industrial del indígena argentino

- Trabajos científicos de diversa índole, como por ejemplo:
  - Los estudios actuales del hombre prehistórico en la República Argentina
  - La paleontología en las colonias españolas
  - Sobre el hombre prehistórico en la República Argentina
  - Nuestro primer historiador: Ulrico Schmidel
  - Trabajos de la Sociedad de Ciencias Físiças y Matemáticas.

- Y también incursionó en el relato con:
  - 1838. El hombre hormiga («cuadro de costumbres» de Buenos Aires de la época en que fue publicado, disponible para descargar)[19]
  - 1874. El capitán de Patricios (cuento "patriótico" ubicado en 1810, disponible para descargar)[20]

- Valorado como crítico, escribió introducciones y prólogos de otros relatos, como:
  - Esteban Echeverría. Páginas literarias: seguidas de los fundamentos de una estética romántica, prólogo de Arturo Capdevila y apéndice de Juan María Gutiérrez (disponible para descargar)[21]
  - Esteban Echeverría, Obras Completas, compiladas por Juan María Gutiérrez. En los 5 tomos que conforman la obra se encuentran notas y una biografía de Esteban Echeverría por el compilador (disponibles para descargar, ver en obra de Esteban Echeverría).
  - José Mármol, Cantos del peregrino, con una introducción de Juan María Gutiérrez (disponible para descargar).[22]
  - Félix de Azara. (1873) Viajes inéditos de D. Félix de Azara desde Santa Fe a la Asunción, al interior del Paraguay, y a los pueblos de Misiones. "Con una nota preliminar por el General D. Bartolomé Mitre y algunas notas por el Dr. D. Juan María Gutiérrez". (disponible para descargar)[23]

- También disponible el epistolario:
  - Epistolario entre Esteban Echeverría y Juan María Gutiérrez (1840-1845), editora Leonor Fleming (disponible para descargar)[24]
- Y el discurso que dio:
  - 1871 Elogio del profesor de filosofía Dr. D. Luis José de la Peña: discurso pronunciado por el rector de la Universidad de Buenos Aires Dr. Juan María Gutiérrez[25]

- Han escrito sobre él:
  - Benjamín Vicuña Mackenna, Juan María Gutiérrez: ensayos sobre su vida y sus escritos conforme a documentos enteramente inéditos (1878)[26]

| Predecesor: Antonio Cruz Obligado | Rector de la UBA 1861-1873 | Sucesor: Vicente Fidel López |